# Jack Rabbit (Idora Park)
Jack Rabbit im Idora Park (Youngstown, Ohio, USA) war eine Holzachterbahn, die 1913 erbaut und 1914 als Dip the Dips eröffnet wurde. Ursprünglich wurde sie von TM Harton Company hergestellt, allerdings zur 1930er Saison von Edward A. Vettel in ein Out-and-Back-Layout umkonstruiert.
Mit der Schließung des Parks im Jahre 1984 wurde auch die Bahn geschlossen. Am 26. Juli 2001 wurde Jack Rabbit abgerissen.